# Bernie Tormé
Bernard Tormey (Dublín, 18 de marzo de 1952-17 de marzo de 2019) fue un guitarrista irlandés, reconocido por haber tocado en las agrupaciones Gillan (banda del exvocalista de Deep Purple, Ian Gillan) y Ozzy Osbourne (banda del exvocalista de Black Sabbath), y por su extensa carrera como músico solista.

## Carrera

### Inicios, Gillan y Ozzy Osbourne
Bernie Tormé vivió su juventud en Dublín, influenciado musicalmente por Jimi Hendrix, Jeff Beck, Rory Gallagher y Gary Moore. Formó su primera banda a una temprana edad. Sus primeras grabaciones aparecen a fines de la década de 1970, en donde formó parte del movimiento punk en Gran Bretaña. Durante esta etapa formó "Bernie Tormé Band" con Phil Spalding en bajo y Mark Harrison en batería, con fuertes influencias de los Sex Pistols.
En 1979 integró la banda Gillan, formada por el cantante Ian Gillan, donde contribuyó en los discos Mr. Universe, Glory Road y Future Shock, los cuales resultaron ser éxitos importantes en gran parte de Europa. En mayo de 1981 se retiró de Gillan en medio de la gira por Alemania, para empezar un proyecto solista junto con Everton Blender.
En 1982 reemplazó al fallecido Randy Rhoads en la banda de Ozzy Osbourne para la gira del disco Diary of a Madman. La primera presentación de Tormé con Osbourne fue en el Madison Square Garden el 5 de abril de 1982 junto con Don Airey, Rudy Sarzo y Tommy Aldridge. Sin embargo, después de un mes con pocas presentaciones y ante un público que todavía no aceptaba la muerte de Randy, abandonó la agrupación, siendo reemplazado por Brad Gillis.

### Proyectos en solitario
En 1982 empezó a liderar su propia banda bajo varios nombres y alineaciones, colaborando con músicos como Phil Lewis y Dee Snider. También formó parte de Silver, banda formada por Gary Barden, Marco Minnemann, Don Airey y Michael Vosse, con quienes grabó cuatro discos.
En 2006, formó una agrupación llamada GMT (Las iniciales de Guy, McCoy, Tormé) junto a su excompañero de Gillan John McCoy y al exbaterista de Bruce Dickinson Robin Guy, con quienes publicó tres discos y dos EP.

### Fallecimiento
En febrero de 2019 se reportó que Tormé estaba padeciendo de una fuerte neumonía. Falleció el 17 de marzo de 2019.

## Discografía
Con Bernie Tormé Band
- Live At The Vortex Vol.1
- I'm Not Ready (7") (1978)
- Punk Or What?

Con Gillan
- Mr. Universe #11 (UK) (1979)
- Glory Road #3 (UK) (1980)
- Future Shock #2 (UK) (1981)
- Double Trouble #12 (UK) (1981) - Aparece solo en "If You Believe Me", grabada en 1981.
- Trouble: The Best of Gillan (1993)
- The Gillan Tapes Vol. 1 (1997)
- The Gillan Tapes Vol. 2 (1999)
- The Gillan Tapes Vol. 3 (2000)
- On the Rocks (2002)
- Triple Trouble (2009)

Con Atomic Rooster
- Live In Germany In 1983 (2000)

Con Electric Gypsies
- Electric Gypsies EP (1982)
- Turn Out The Lights (1982)
- Scorched Earth [Live 1999-2000]

Con Tormé
- Back to Babylon
- Die Pretty Die Young
- Official Live Bootleg
- Live in Sheffield 1983

Con Desperado
- Bloodied But Unbowed

Con René Berg
- The Leather, The Loneliness And Your Dark Eyes (1992)

Con Gary Owen
- Demolition Ball

Como Solista
- "The Beat" / "I Want" / "Bonie Moronie" - 7" simple (1980)
- Live (1984)
- Are We There Yet? (1993)
- Wild Irish (1997)
- White Trash Guitar (1999)

Con Silver
- Dream Machines (2002)
- Intruder (2003)
- Addiction (2004)
- Gold (2005)

Con GMT
- Cannonball EP (2006)
- Bitter And Twisted (2007)
- Evil Twin (2008)
- Punko Rocco EP
- Raw: Live (2011)